# Paradrymadusa abchazica
Paradrymadusa abchazica är en insektsart som beskrevs av Stolyarov 1981. Paradrymadusa abchazica ingår i släktet Paradrymadusa och familjen vårtbitare. Inga underarter finns listade i Catalogue of Life.